# Daniel Hart
 Daniel Frederick Hart  est un compositeur américain de musique de film, né à Emporia, au Kansas.

## Filmographie

### Cinéma

#### Longs métrages
- 2009 : St. Nick de David Lowery
- 2013 : Les Amants du Texas (Ain't Them Bodies Saints) de David Lowery
- 2014 : Comet de Sam Esmail
- 2014 : The Sideways Light de Jennifer Harlow
- 2015 : Après l'hiver (Tumbledown) de Sean Mewshaw
- 2015 : Return to Sender de Fouad Mikati
- 2016 : Half the Perfect World de Cynthia Fredette
- 2016 : Lost in the Sun de Trey Nelson
- 2016 : Peter et Elliott le dragon (Pete's Dragon) de David Lowery
- 2017 : A Ghost Story de David Lowery
- 2018 : The Old Man and the Gun de David Lowery
- 2019 : Light of My Life de Casey Affleck
- 2021 : La Dernière lettre de son amant (The Last Letter from Your Lover) d'Augustine Frizzell
- 2021 : The Green Knight de David Lowery
- 2023: Peter Pan & Wendy de David Lowery

#### Courts métrages
- 2011 : Pioneer de David Lowery
- 2014 : Dig de Toby Halbrooks
- 2014 : Respite de Cameron Smith
- 2015 : The Girlfriend Game d'Armen Antranikian

### Télévision

#### Séries télévisées
- 2016 : L'Exorciste (The Exorcist) (9 épisodes)
- 2017 : SMILF (4 épisodes)
- 2018 : Over Water
- 2019 : The Society

#### Documentaires
- 2015 : Uncertain d'Ewan McNicol et Anna Sandilands
- 2017 : Eating Animals de Christopher Dillon Quinn
- 2017 : Heroine d'Elaine McMillion Sheldon